# All the Vermeers in New York
All the Vermeers in New York er en amerikansk film fra 1990 af Jon Jost.